# Cissac-Médoc
Cissac-Médoc è un comune francese di 1 776 abitanti situato nel dipartimento della Gironda, nella regione della Nuova Aquitania.

## Società

### Evoluzione demografica
Abitanti censiti